# Lockhartia
Lockhartia es un género de orquídeas epífitas. Tiene 33 especies que se distribuyen desde México al sur de Sudamérica.  

## Descripción
Las plantas no tienen pseudobulbos, con una larga y estrecha hoja aplanada que siempre  debe seguir creciendo, de la que surgen nuevos tallos cortos como rizoma.  Los tallos están completamente cubiertos por hojas aplanadas, dísticas, imbricadas, triangulares y cortas.  La inflorescencia es axilar, en panículas o minúsculos racimos, a partir de la hoja apical, corta, con pocas flores, que a primera vista recuerda a Oncidium.
Las flores son generalmente de color amarillo con manchas rojas, o algunas veces de color blanco pálido. Sépalos elípticos, algo de reflejos y los pétalos un poco más grande. Labelo largo, variadamente lobulado, con lóbulos laterales estrechos y levantados, posiblemente los lóbulos de formatos con variables adicionales, es amplio, con callosidad multituberculada compleja en la base y el ápice profundamente retorcido.  La columna es corta,  con pequeñas alas, y antera terminal con dos polinias. 

## Dispersión
Lockhartia reúne una treintena de especies, algunas muy similares y difíciles de identificar entre sí, pero fácilmente identificadas por su morfología vegetal, epífitas de crecimiento cespitosas, se distribuyen desde el sur de México y el Caribe hasta el sur de Brasil, la mayoría se producen en Centroamérica y el norte de América del Sur en los bosques  calientes, húmedos y oscuros, e incluso en lugares con menor densidad de las precipitaciones, a las que se ha adaptado bien.  Siete especies registradas para el Brasil.

## Evolución, filogenia y taxonomía
Se propuso por Hooker en  Botanical Magazine 54: t. 2715 ,  en 1827, para describir su  especie tipo,  Lockhartia elegans Hook., ahora se considera un sinónimo de  Lockhartia biserra (Rich.) Christenson y Garay. 

### Filogenia
Según el análisis filogenético preliminar, Lockhartia aparece más o menos aislado de otros géneros de la subtribu Oncidiinae, estando más cerca de los clados que incluyen a Telipogon, Ornithocephalus y Pachyphyllum.

### Etimología
El nombre de este género es un homenaje a Sir David Lockhart, superintendente del Imperial Jardín Botánico de Trinidad y Tobago, en el siglo XVIII.

### Especies
1. Lockhartia acuta (Lindl.) Rchb.f., Bot. Zeitung (Berlín) 10: 767 (1852).
2. Lockhartia amoena Endres & Rchb.f., Gard. Chron. 1872: 666 (1872).
3. Lockhartia bennettii Dodson, Icon. Pl. Trop., II, 1: t. 88 (1989).
4. Lockhartia chocoensis Kraenzl. in H.G.A.Engler (ed.), Pflanzenr., IV, 50(83): 19 (1923).
5. Lockhartia goyazensis Rchb.f., Bot. Zeitung (Berlín) 10: 768 (1852).
6. Lockhartia hercodonta Rchb.f. ex Kraenzl. in H.G.A.Engler (ed.), Pflanzenr., IV, 50(83): 8 (1923).
7. Lockhartia imbricata (Lam.) Hoehne, Arq. Bot. Estado São Paulo, n.s., f.m., 2: 139 (1952).
8. Lockhartia ivainae M.F.F.Silva & A.T.Oliveira, Bol. Mus. Paraense Emilio Goeldi, Bot. 17: 264 (2001 publ. 2002).
9. Lockhartia latilabris C.Schweinf., Fieldiana, Bot. 28(1): 200 (1951).
10. Lockhartia lepticaula D.E.Benn. & Christenson, Icon. Orchid. Peruv.: t. 678 (2001).
11. Lockhartia ludibunda Rchb.f., Bot. Zeitung (Berlín) 15: 159 (1857).
12. Lockhartia lunifera (Lindl.) Rchb.f., Bot. Zeitung (Berlín) 10: 767 (1852).
13. Lockhartia micrantha Rchb.f., Bot. Zeitung (Berlín) 10: 768 (1852).
14. Lockhartia mirabilis (Rchb.f.) Rchb.f., Xenia Orchid. 1: 106 (1855).
15. Lockhartia oblongicallosa Carnevali & G.A.Romero in G.A.Romero & G.Carnevali, Orchids Venezuela, ed. 2: 1138 (2000).
16. Lockhartia obtusata L.O.Williams, Amer. Orchid Soc. Bull. 9: 209 (1941).
17. Lockhartia odontochila Kraenzl. in H.G.A.Engler (ed.), Pflanzenr., IV, 50(83): 17 (1923).
18. Lockhartia oerstedii Rchb.f., Bot. Zeitung (Berlín) 10: 767 (1852).
19. Lockhartia parthenocomos (Rchb.f.) Rchb.f., Bot. Zeitung (Berlín) 10: 767 (1852).
20. Lockhartia pittieri Schltr., Repert. Spec. Nov. Regni Veg. 12: 216 (1913).
21. Lockhartia platyglossa Rchb.f., Linnaea 41: 106 (1876).
22. Lockhartia schunkei D.E.Benn. & Christenson, Icon. Orchid. Peruv.: t. 486 (1998).
23. Lockhartia serra Rchb.f., Otia Bot. Hamburg.: 6 (1878).
24. Lockhartia triangulabia Ames & C.Schweinf., Schedul. Orchid. 8: 80 (1925).
25. Lockhartia tuberculata D.E.Benn. & Christenson, Brittonia 46: 241 (1994).
26. Lockhartia variabilis Ames & C.Schweinf., Schedul. Orchid. 8: 81 (1925).